# Józef Kret
Józef Kret ps. „Znicz” (ur. 3 marca 1895 w Staromieściu, zm. 10 sierpnia 1982 w Naprawie) – polski pedagog, nauczyciel, działacz harcerski i twórca uniwersytetów ludowych.

## Życiorys
Urodził się 3 marca 1895 w Staromieściu. Pochodził z ubogiej rodziny chłopskiej. W Rzeszowie w latach 1907–1914 uczęszczał do gimnazjum, gdzie uwidoczniła się jego pasja społecznikowska. Tu w 1911 zetknął się z ruchem skautowym, a rok później zorganizował w Staromieściu pierwsze koło młodzieży wiejskiej i amatorski zespół teatralny, który cieszył się dużym powodzeniem. W czasie I wojny światowej wcielony do armii austriackiej, dostał się do niewoli rosyjskiej. Zwolniony z niej w 1918, wstąpił do Wojska Polskiego, gdzie zajmował się sprawami oświaty. W 1920 zdał eksternistycznie maturę i podjął studia na Wydziale Filozoficznym Uniwersytetu Jagiellońskiego. Po ich ukończeniu od 1924 był nauczycielem w Gimnazjum im. Króla Jana III Sobieskiego w Krakowie, jednocześnie pracując jako wykładowca w Studium Wychowania Fizycznego Uniwersytetu Jagiellońskiego. W 1933 przeprowadził się na Górny Śląsk, gdzie rozpoczął pracę w Wydziale Wyznań Religijnych i Oświecenia Publicznego Urzędu Wojewódzkiego w Katowicach jako instruktor dydaktyczny. Tu również poznał pisarza Gustawa Morcinka, pod wpływem którego rozpoczął swą działalność pisarską i publicystyczną.
Wcześnie zetknął się z ruchem harcerskim, działając społecznie w krakowskiej Komendzie Chorągwi ZHP. Był inicjatorem powołania wydziału drużyn wiejskich w Głównej Kwaterze Harcerzy ZHP. W 1933 wziął udział w harcerskim Jamboree w Gödöllő na Węgrzech. Bardzo intensywnie współpracował z harcerstwem polskim na emigracji. W 1936 z ramienia Kwatery Głównej prowadził kursy dla organizatorów pracy harcerskiej wśród Polonii w USA. Podczas pracy na Górnym Śląsku na dorocznym balu harcerskim Józef Kret poznał Zofię Hoszowską-Hoskę (1908–1983), która wkrótce została jego żoną. Małżeństwo miało jedną córkę, Barbarę (ur. 1938), która później osiedliła się w Szwajcarii.
W trakcie swej pracy zawodowej i społecznej zetknął się również z instytucją uniwersytetów ludowych. Po nawiązaniu współpracy z ich twórcą w odrodzonej Polsce, Ignacym Solarzem rozpoczął propagować tę formę działalności pedagogicznej. W 1937 zorganizował uniwersytet ludowy w Górkach Wielkich (w 1938 przeniesiony do sąsiedniego Nierodzimia) na Śląsku Cieszyńskim.
Na stopień porucznika rezerwy został mianowany ze starszeństwem z 19 marca 1939 i 32. lokatą w korpusie oficerów taborowych.
Kampanię wrześniową w 1939 odbył jako oficer rezerwy. Po ucieczce z niewoli osiadł w rodzinnym Staromieściu, gdzie wraz z żoną organizował tajne nauczanie i redagował lokalny podziemny Biuletyn Informacyjny. Od 1940 organizował na terenie Małopolski Szare Szeregi. Schwytany 2 maja 1941 przez Gestapo, został osadzony w więzieniu w rzeszowskim Zamku, a następnie w więzieniu na Montelupich w Krakowie. 12 sierpnia 1941 przewieziono go do obozu koncentracyjnego w Oświęcimiu. 28 października 1944 został przewieziony do obozu w Litomierzycach, skąd został uwolniony 8 maja 1945.
Po zakończeniu wojny reaktywował Uniwersytet Ludowy w Nierodzimiu, przekształcony w 1948 w Szkołę Pracy Społecznej, którą kierował do 1952. Następnie, do 1958 był nauczycielem Liceum Pedagogicznego w Cieszynie. Jednocześnie w latach 1946–1949 pełnił funkcję wiceprzewodniczącego Prezydium Powiatowej Rady Narodowej w Skoczowie. W lutym 1946 był członkiem Tymczasowej Naczelnej Rady Harcerskiej. Od 1947 był członkiem Stronnictwa Ludowego (od 1949: Zjednoczonego Stronnictwa Ludowego).
Po przejściu na emeryturę przez kilka miesięcy prowadził placówkę Uniwersytetu Ludowego w Iłowej (w powiecie żagańskim), po czym przyjął propozycję pracy w Muzeum Martyrologii w Oświęcimiu, w dziale naukowo-oświatowym. Następnie przez kilka miesięcy pracował jako zastępca dyrektora w Uniwersytecie Ludowym w Wierzchosławicach koło Tarnowa, a w lipcu 1959 roku kierował kursem pedagogicznym pod Warszawą. We wrześniu 1958 państwo Kretowie osiedlili się w Krzeszowicach. Zofia podjęła pracę w Liceum Pedagogicznym w Cieszynie, a Józef w 1959 na prośbę władz Związku Młodzieży Wiejskiej założył uniwersytet ludowy w Rudzińcu koło Gliwic i tam przebywał do 1962. Po wyjeździe z Rudzińca Józef Kret przebywał kilka lat w Krzeszowicach, ucząc jeszcze w tamtejszym Liceum Pedagogicznym, po czym przeniósł się wraz z żoną do Krakowa. Tu poświęcił się pracy społecznej w kręgach harcerskich, pisaniu wspomnień i publicystyce. Po kilku latach, ze względu na zły stan zdrowia Józefa, rodzina przeniosła się do niewielkiego domu w Naprawie w Beskidzie Wyspowym, na stoku Lubonia Małego. Tu Józef Kret zmarł w roku 1982. Pochowany na Cmentarzu Rakowickim w Krakowie.

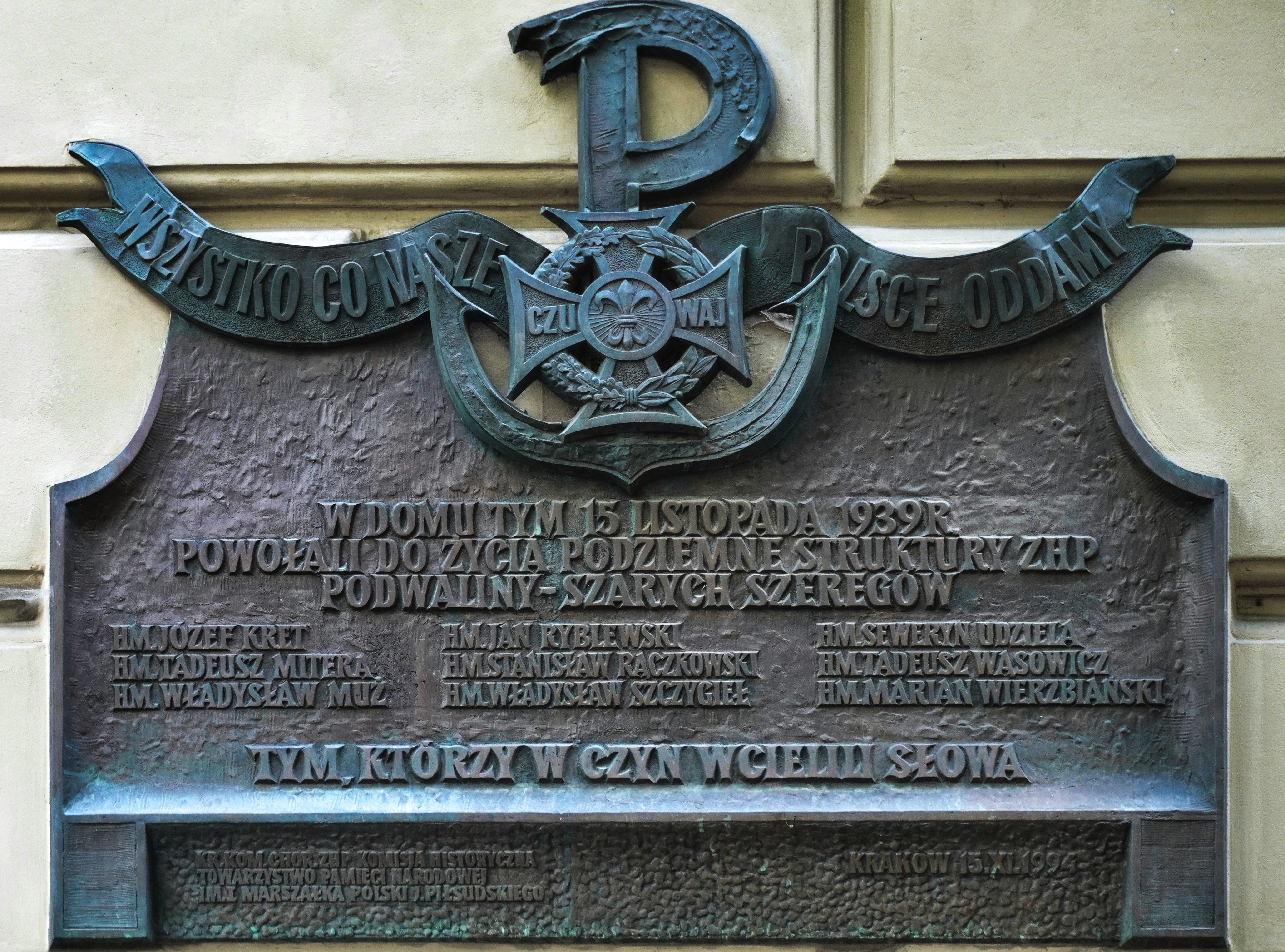
Tablica pamiątkowa przy ul. Szlak 21 w Krakowie

## Ordery i odznaczenia
- Krzyż Srebrny Orderu Virtuti Militari,
- Krzyż Kawalerski Orderu Odrodzenia Polski,
- Srebrny Krzyż Zasługi,
- Śląski Krzyż Powstańczy,
- Krzyż Armii Krajowej,
- Medal Zwycięstwa i Wolności 1945,
- Medal 10-lecia Polski Ludowej,
- Medal Komisji Edukacji Narodowej,
- Odznaka Zasłużonego Nauczyciela PRL
- Odznaka Grunwaldzka,
- Złota odznaka „Za pracę społeczną dla m. Krakowa”
- Złoty Krzyż „Za Zasługi dla ZHP”,
- Officier de la Croix du Mërite (Fëdëration des Combattants Alliës en Europe)[5].

## Upamiętnienie
Imię Józefa Kreta nosi Hufiec ZHP w Jastrzębiu-Zdroju oraz Szkoła Podstawowa numer 6 w Ustroniu-Nierodzimiu.